# Каммінг (Айова)
Каммінг (англ. Cumming) — місто (англ. city) в США, в окрузі Воррен штату Айова. Населення — 436 осіб (2020).

## Географія
Каммінг розташований за координатами 41°29′12″ пн. ш. 93°45′23″ зх. д. / 41.48667° пн. ш. 93.75639° зх. д. (41.486597, -93.756381).  За даними Бюро перепису населення США в 2010 році місто мало площу 6,64 км², з яких 6,62 км² — суходіл та 0,03 км² — водойми.

## Демографія
Згідно з переписом 2010 року, у місті мешкала 351 особа в 128 домогосподарствах у складі 102 родин. Густота населення становила 53 особи/км².  Було 136 помешкань (20/км²).
Расовий склад населення:
| - 96,9 % — білих - 0,9 % — чорних або афроамериканців - 0,6 % — азіатів |

До двох чи більше рас належало 1,1 %. Частка іспаномовних становила 1,1 % від усіх жителів.
За віковим діапазоном населення розподілялося таким чином: 27,6 % — особи молодші 18 років, 63,0 % — особи у віці 18—64 років, 9,4 % — особи у віці 65 років та старші. Медіана віку мешканця становила 40,1 року. На 100 осіб жіночої статі у місті припадало 96,1 чоловіків;  на 100 жінок у віці від 18 років та старших — 96,9 чоловіків також старших 18 років.
Середній дохід на одне домашнє господарство  становив 131 904 долари США (медіана — 105 000), а середній дохід на одну сім'ю — 146 577 доларів (медіана — 116 786). За межею бідності перебувало 0,2 % осіб, у тому числі 0,0 % дітей у віці до 18 років та 0,0 % осіб у віці 65 років та старших.
Цивільне працевлаштоване населення становило 257 осіб. Основні галузі зайнятості: фінанси, страхування та нерухомість — 23,0 %, науковці, спеціалісти, менеджери — 19,8 %, освіта, охорона здоров'я та соціальна допомога — 17,9 %.